# Język neapolitański
     język wenecki
     dialekt toskański
     język sycylijski
     język sardyński
     język oksytański
     język korsykański
     język franko-prowansalski
     język neapolitański
     dialekty środkowowłoskie
     języki gallo-italskie
     język friulski
     język ladyński
     język niemiecki

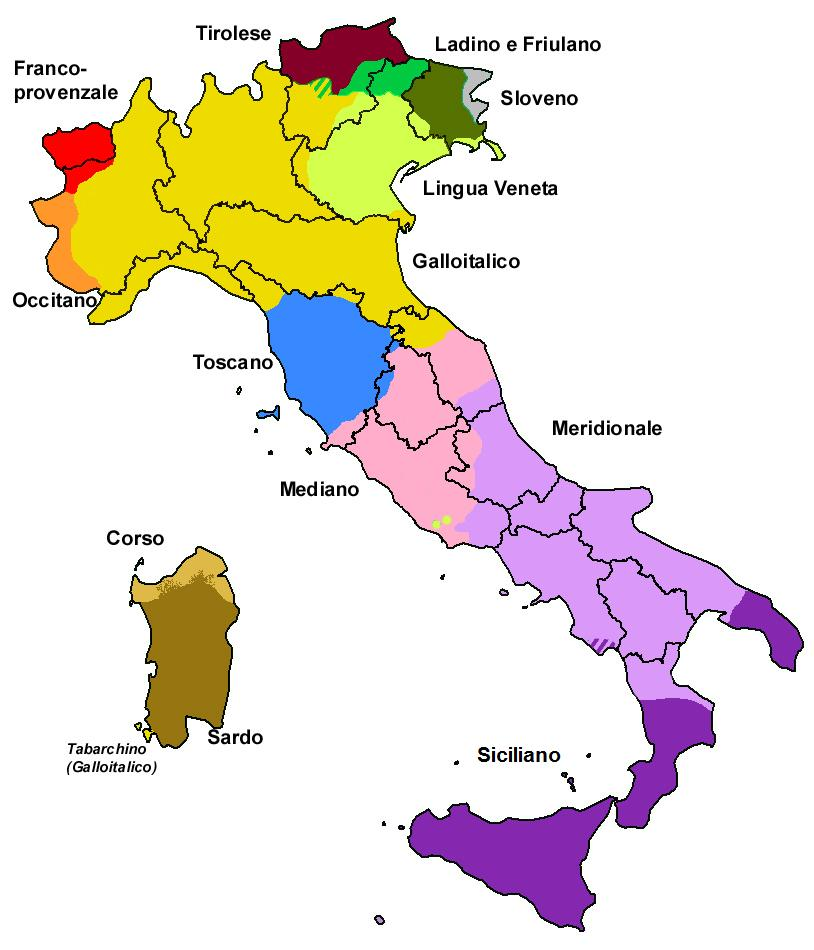
język wenecki
dialekt toskański
język sycylijski
język sardyński
język oksytański
język korsykański
język franko-prowansalski
język neapolitański
dialekty środkowowłoskie
języki gallo-italskie
język friulski
język ladyński
język niemiecki

Język neapolitański – język z grupy romańskiej używany w południowych Włoszech, a dokładniej w rejonie Kampanii z głównym ośrodkiem w Neapolu.
Znacznie różni się od standardowego języka włoskiego, zawiera przy tym pewne cechy języka sycylijskiego. W odróżnieniu od wielu innych włoskich języków/dialektów jest wciąż popularny nawet wśród młodego pokolenia. Liczbę osób, dla których jest językiem ojczystym, szacuje się na około 4 miliony. Nie został jak dotąd oficjalnie uznany przez państwo włoskie. Nie ma postaci języka standardowego. Pierwsze pisane teksty w dialekcie neapolitańskim pochodzą z XV wieku. Literatura jest stosunkowo obfita i tworzona również obecnie.
Słynne są neapolitańskie pieśni, zwłaszcza znana na całym świecie „’O sole mio”.

## Język neapolitański a język włoski
Język neapolitański nie jest jednolity. Stąd w neapolitańskiej Wikipedii znaleźć można teksty w różnych dialektach, jak też mieszaninę włoskiego z neapolitańskim.

### Różnice w gramatyce

#### Rodzajniki
| Język włoski | Język neapolitański |
| ------------ | ------------------- |
| un, uno      | nu                  |
| una          | na                  |
| il, lo       | 'o                  |
| la           | 'a                  |
| i, gli, le   | 'e                  |

W języku neapolitańskim, rodzajniki nieokreślone są skracane przed samogłoską do n', zaś określone – do ll'.

#### Przyimki
| Język włoski | Język neapolitański                                      |
| ------------ | -------------------------------------------------------- |
| a            | a                                                        |
| da           | 'a                                                       |
| di           | 'e, r'/d' (przed wyrazem zaczynającym się na samogłoskę) |
| per          | pe, p' (przed wyrazem zaczynającym się na samogłoskę)    |

- Przyimki włoskie z rodzajnikami:

|    | il  | l'    | lo    | la    | i   | gli   | le    |
| -- | --- | ----- | ----- | ----- | --- | ----- | ----- |
| a  | al  | all'  | allo  | alla  | ai  | agli  | alle  |
| da | dal | dall' | dallo | dalla | dai | dagli | dalle |
| di | del | dell' | dello | della | dei | degli | delle |
| in | nel | nell' | nello | nella | nei | negli | nelle |
| su | sul | sull' | sullo | sulla | sui | sugli | sulle |

- Przyimki neapolitańskie z rodzajnikami:

|   | 'o | ll'   | 'a | 'e |
| - | -- | ----- | -- | -- |
| a | ô  | a ll' | â  | ê  |

- Poza tymi przypadkami, w języku neapolitańskim, przed rodzajnikiem określonym zaczynającym się na samogłoskę używa się skróconej formy przyimka, przy czym stosuje się różne konwencje co do umieszczania spacji między przyimkiem a rodzajnikiem. Stąd np. wł. del – neap. r''o/d''o/r' 'o/d' 'o

#### Rzeczownik
- W neapolitańskim, liczba mnoga tych rzeczowników i przymiotników, które kończą się we włoskim na -i, przybiera końcówkę -e: wł. aggettivi – neap. aggettive.

#### Zaimki
| Język włoski | Język neapolitański | Znaczenie |
| ------------ | ------------------- | --------- |
| si           | se                  | „się”     |

#### Spójniki
| Język włoski | Język neapolitański | Znaczenie        |
| ------------ | ------------------- | ---------------- |
| anche        | pure                | „także”, „też”   |
| se           | si                  | „jeśli”, „gdyby” |

#### Czasownik

##### Odmiana czasowników posiłkowych (niektóre formy)
| Język włoski | Język neapolitański | Forma gramatyczna                          |
| ------------ | ------------------- | ------------------------------------------ |
| essere       | essere              | bezokolicznik                              |
| è            | è                   | czas teraźniejszy, l. pojedyncza, 3. osoba |

##### Tworzenie niektórych form czasowników
- Końcówce -are w bezokoliczniku włoskim (I koniugacja) odpowiada w neapolitańskim końcówka -à: wł. parlare – neap. parlà.

#### Przysłówki
| Język włoski | Język neapolitański | Znaczenie             |
| ------------ | ------------------- | --------------------- |
| così         | accusì              | „tak”, „w ten sposób” |
| più          | cchiù               | „bardziej”            |

#### Inne różnice gramatyczne
- W neapolitańskim partykuła przecząca nun (wł. non) skraca się do nn' przed wyrazem zaczynającym się na samogłoskę albo na nieme h.

### Różnice w ortografii
- Włoskie d w -nd- przechodzi w neapolitańskie n: wł. quando – neap. quanno. Nie dotyczy to jednak włoskiego d po przedrostku in-: wł. indigeni – neap. ndiggene.
- Włoskie o w pierwszej sylabie (albo w pierwszej sylabie po przedrostku) przechodzi w neapolitańskie u: wł. mondo, voce, polacco – neap. munno, vuce, pulacco
- Włoskie r w -pr- lub -tr-, które nie rozpoczynają wyrazu zostaje pominięte w neapolitańskich odpowiednikach: wł. proprio, sempre, nostre, quattro – neap. propio, sempe, noste, quatto
- Włoskie s w -ns- lub -rs- przechodzi w neapolitańskie z: wł. pensiero, persona – neap. penziero, perzona.

### Przedrostki i przyrostki

#### Przedrostki
| Język włoski | Język neapolitański | Uwagi |
| ------------ | ------------------- | ----- |
| in-          | n-                  |       |

#### Przyrostki
| Język włoski | Język neapolitański | Uwagi                                                                                        |
| ------------ | ------------------- | -------------------------------------------------------------------------------------------- |
| -ico, -ica   | -eco, -eca          | Zaznacza się w neapolitańskim akcentowaną samogłoskę, np. wł. matematico – neap. matemàteco. |
| -ismo        | -ìsemo              |                                                                                              |